# Чирпан бунар
Чирпан бунар е местност, която включва пещера с карстов извор и езеро, разположени на границата между Област Стара Загора и Област Пловдив. 
Местността е обявена за природна забележителност от МГГП със заповед № 3039/3 октомври 1971 година, публикувана в брой 88/1974 на „Държавен вестник“.

## Местоположение
Местността се намира на 3,5 км западно от село Гранит, Чирпанско.

## Описание
Природна забележителност е кастров извор, чиито води излизат от влажна пещера и се вливат в езеро. В пещерата живеят прилепи и зимуват различни видове земноводни. В езерото се срещат различни видове птици. Всички популации, живеещи в местността, са защитени от закона.

### Карстов извор
Според режимните наблюдения на НИМХ в преода 1980-1985 г, дебитът на извора е 67 л/сек, а в период 1986-1995 г. вкл. средният дебит е бил 45 л/сек.

### Пещера
Пещерата е едноетажна, неразклонена с два сифона, дължина 79 м и денивелация 2 м. Пещерната галерия е формирана от изворната вода, проправяйки си път през мека варовикова скала.

## История на проучването на пещерата
Пещерата е картирана на 16 септември 1984 г.
През 2003 г. са проведени геофизични изследвания с прилагане на метода на вертикално електрическо сондиране за установяване на Чирпанския разлом в неговия краен западен участък. За първи път е изследван терена западно от шосето между село Оризово и село Гранит. Профилът на изследването е бил с дължина 112 м и ориентиран в меридионална посока. Чирпанският разлом е установен и ясно изразен на получения геофизичния профил. Търсенето на индикатори в западна посока от изградения профил наложи и провеждане на изследвания в пещерата „Чирпан бунар“.
Пещерата е изследванат през м. септември 2005 г. от група на Проблемната лаборатория по сеизмотектоника към Геологическия институт на БАН. Проникването е извършено в трудни условия, непосредствено след дъждовния период през късното лято. В пещерата са установени следните индикации за въздействието на активна тектоника:
- Разместени участъци в напречното сечение на галерията на пещерата. Установени са дислокации от порядъка на 25 см пo тавана й, маркиращи разсед с вертикална разломна повърхнина в източно-западна посока. Установената разседна структура се корелира с данните от геофизичния профил и може да се възприеме за западно продължение на Чирпанския разлом или за друг успореден активен разломен сегмент.
- Наличие на тектонска брекча между двете крила на разломната структура, ясно видима по тавана на пещерната галерия в западната й част. Тежките условия на работа в пещерата и липсата на калцитни отложения върху разломната повърхнина не позоволяват надеждна интерпретация на установените деформации, както и тяхното датиране.

На етапа на изследването не е било възможно да се оцени ефект от катастрофалните трусове на Чирпанското земетресение през 1928 г. върху морфологията на пещерната галерия.
През 2009 г. екип от немски и български учени докладват за откриване на сладководен охлюв, който не може да се класифицира с познатите видове. Този вид е наречен Grossuana thracica (Гросуана трака). Този вид е характерен само за България, където се среща само на едно място. Това място е районът, където водата излиза от извора в пещерата Чирпан Бунар и се влива в езерото.

## Легенди за пещерата
В съседните села се разказват легенди, свързани с извора и пещерата.
- При пренасяне на тленните останки на цар Калоян от Солун до Търново, поради топлото време войниците спират да почиват през деня и тялото на царя е положено в пещерата. През нощта те продължили пътят си за столицата. В някои от версиите на легендата се твърди, че именно в пещерата царят умира от раните си.
- Друга легенда разказва за изпусната от каракачански овчар гега в езеро над село Гранит, която през есента изплувала от пещерата.